# Пирладжеле
Пирладжеле (рум. Pârlagele) — село у повіті Мехедінць в Румунії. Входить до складу комуни Билвенешть.
Село розташоване на відстані 272 км на захід від Бухареста, 14 км на північ від Дробета-Турну-Северина, 101 км на північний захід від Крайови.

## Населення
За даними перепису населення 2002 року у селі проживали 465 осіб, усі — румуни. Усі жителі села рідною мовою назвали румунську.